# MedlinePlus
MedlinePlus es un servicio de información en línea provisto por la Biblioteca Nacional de Medicina de los Estados Unidos. Brinda información sobre salud de forma gratuita, en inglés y español. El material debe cumplir una serie de criterios estrictos de selección para su inclusión y no contiene ningún tipo de publicidad ni avala compañía o producto alguno.
La versión en español contiene:
- Información de salud y una enciclopedia médica que cubren cientos de enfermedades, condiciones y temas sobre el bienestar general.
- Información sobre medicinas de receta y sin receta médica.
- Información sobre hierbas medicinales y suplementos dietarios.
- Noticias de salud de Reuters, así como también comunicados de prensa de importantes organizaciones de salud.
- Videos de anatomía y cirugías.
- Tutoriales interactivos con animaciones y audio para explicar condiciones de salud y procedimientos.
- También ofrece una versión para dispositivos móviles.

## Historia
A lo largo de su historia, la Biblioteca Nacional de Medicina, tradicionalmente centró sus programas y servicios a los profesionales de la salud. En la década de los noventa, la Biblioteca reconoció que el público general se iba convirtiendo en un grupo de usuarios muy importante, debido a la creciente disponibilidad de acceso a Internet.
Este nuevo grupo de usuarios necesitaba acceso a información de salud confiable y de manera sencilla en Internet y la Biblioteca Nacional de Medicina trató de satisfacer esta necesidad con la creación de MedlinePlus en octubre de 1998.
MedlinePlus debutó con 22 temas de salud en inglés. Hoy ofrece más de 800 temas de salud en inglés y en español y también incluye enlaces a recursos de salud en más de 40 idiomas.